# Cordia brittonii
Cordia brittonii là loài thực vật có hoa trong họ Mồ hôi. Loài này được (Millsp.) J.F.Macbr. mô tả khoa học đầu tiên năm 1917.